# Associazione Calcio Rhodense 1982-1983
Questa voce raccoglie le informazioni riguardanti l'Associazione Calcio Rhodense nelle competizioni ufficiali della stagione 1982-1983.

## Rosa
| N. |                   | Ruolo | Calciatore            |
| -- | ----------------- | ----- | --------------------- |
|    | Italia (bandiera) |       | Andreoli              |
|    | Italia (bandiera) | A     | Gaetano Destito       |
|    | Italia (bandiera) | P     | Vincenzo Bacio        |
|    | Italia (bandiera) | D     | Roberto Bellio        |
|    | Italia (bandiera) | C     | Paolo Bertin          |
|    | Italia (bandiera) | D     | Davide Biolcati       |
|    | Italia (bandiera) | C     | Alberto Borsani       |
|    | Italia (bandiera) |       | Bottini               |
|    | Italia (bandiera) | C     | Cristiano Breviglieri |
|    | Italia (bandiera) | D     | Alberto Carini        |
|    | Italia (bandiera) | D     | Silvano Diligenti     |
|    | Italia (bandiera) | A     | Roberto Ennas         |

| N. |                   | Ruolo | Calciatore          |
| -- | ----------------- | ----- | ------------------- |
|    | Italia (bandiera) |       | Fiorito             |
|    | Italia (bandiera) | A     | Lorenzo Garavaglia  |
|    | Italia (bandiera) | A     | Massimo Garofano    |
|    | Italia (bandiera) | D     | Luca Giorgi         |
|    | Italia (bandiera) | C     | Maurizio Grosselli  |
|    | Italia (bandiera) | C     | Costante Mastroluca |
|    | Italia (bandiera) | A     | Gianpietro Novara   |
|    | Italia (bandiera) | D     | Massimo Peruzzo     |
|    | Italia (bandiera) | C     | Giovanni Rocchi     |
|    | Italia (bandiera) | P     | Ottavio Strano      |
|    | Italia (bandiera) | C     | Gaspare Uzzardi     |